# Johannes Theunis Roessingh Udink
Johannes Theunis Roessingh Udink (Enschede, 25 februari 1805 - Denekamp, 13 april 1858), ook wel Johannes Antonius Roessingh Udink, was een Nederlands grootgrondbezitter en politicus. Roessingh Udink was heer van Singraven, Harseveld (in Denekamp) en Gravenhuis (in Noord Deurningen), burgemeester van Denekamp (1830 - 1839), lid van de Provinciale Staten van Overijssel (1830 - 1858) en lid van de Gedeputeerde Staten van Overijssel (1839 - 1852).

## Leven en werk
Johannes Theunis Roessingh Udink werd geboren op 25 februari 1805 te Enschede als een lid van het welgestelde Enschedese geslacht Roessingh (1913 opgenomen in het Nederland's Patriciaat). Zijn vader was Hendrik Jan Roessingh (1781 -  1822) en zijn moeder was Johanna Berendina van Heek (1782 - 1863), dochter van Hendrik Jan van Heek (1759 - 1809) en van Engelbertha Lasonder (1755 - 1799). Johannes Roessingh erfde op jeugdige leeftijd een aanzienlijk vermogen van fl. 650.000. Zijn oudoom Theunis Udink (1765 - 1811), in Amsterdam, had hem tot universeel erfgenaam gemaakt, reden waarom ook diens namen in 1808 aan de zijne werden toegevoegd. Johannes Theunis Roessingh Udink studeerde aan de Illustere School te Deventer en werd op 22 september 1823 aan de Academie te Leiden als student ingeschreven, promoveerde aldaar op stellingen en behaalde in 1828 de graad van meester in de rechten. Daarna vestigde hij zich als advocaat te Enschede en kocht in 1829 de havezate Singraven voor fl. 89.100.
Op 1 juni 1830 werd hij in het kiesdistrict Delden tot lid der Provinciale staten van Overijssel gekozen. Vanaf 28 oktober 1830 was hij de tweede burgemeester van Denekamp. Zijn beroep als burgemeester oefende hij veelal van thuis uit omdat er geen raadhuis in Denekamp was en hij betaalde een klerk uit eigen zak. In 1830 wilde burgemeester Roessingh Udink, door de aanleg van een kanaal naar Almelo, Denekamp verder ontsluiten. Dit plan zag hij echter nooit gerealiseerd. Dat kanaal, van Almelo naar Nordhorn, zou pas in 1889 worden geopend. Zijn medeleden kozen hem 11 juli 1839 tot lid der Gedeputeerde Staten van Overijssel, daarvoor moest hij zijn burgemeesterspost opgeven. Deze werd overgenomen door Hendrik Warnaars Azn. Nabij de watermolen van Singraven, die hij ook in 1829 gekocht had, restaureren en met een houtzaagmolen uitbreiden laat, vestigde Roessingh Udink in 1845 drie bakkerijen.
Na de invoering van de Provinciewet werd hij op 3 september 1850 in de kiesdistricten Enschede en Almelo als Statenlid herkozen. Hij nam de benoeming voor Enschede aan. Op 27 september 1850 werd hij ook herkozen als Gedeputeerde. Daar de geregelde reizen van Singraven naar Zwolle hem te zwaar vielen, nam hij in juli 1852 ontslag als Gedeputeerde. Lid der Staten bleef hij tot zijn overlijden. In 1853 kocht Roessingh Udink de Borgelinkmolen (een koren- en pelmolen) in Denekamp. In 1858 kocht hij het landgoed Huis Noord Deurningen.
In 1842 werd Roessingh Udink geridderd in de Orde van de Nederlandse Leeuw.
Hij woonde met zijn familie 's zomers op de havezate Singraven en 's winters meestal te Enschede.
Johannes Theunis Roessingh Udink overleed op 13 april 1858 te Denekamp op 53-jarige leeftijd. Hij is begraven op de begraafplaats in het park van Singraven.

## Familie
Johannes Theunis Roessingh Udink huwde op 12 september 1828 te Leiden jonkvrouw Christina Bernardina Kemper (Soest, 8 juli 1804 - Denekamp, 12 maart 1844) dochter van jonkheer prof. mr. Joan Melchior Kemper (1776 - 1824) een bekend rechtsgeleerde en staatsman en zijn vrouw Christina Catharina de Vries (1772 - 1856).
Zijn zoon Hendrik Jan Bernard Roessingh Udink werd op 12 mei 1868 in het district Oldenzaal tot lid der staten van Overijssel gekozen. Hij bleef dit tot zijn overlijden als gevolg van een brandongeval tijdens lezen in bed met een kaars. Johannes Theunis Roessingh Udink was een neef van Hendrik Jan van Heek (1814 - 1872), van Herman van Heek (1816 - 1882) en van Gerrit Jan van Heek (1837 - 1915). Zijn zwager was Jeronimo de Bosch Kemper (1808 - 1878).

## Familiewapen
Het familiewapen van Roessingh Udink
Heraldische beschrijving:
Wapen: gedeeld: A in blauw een balk, vergezeld van drie vijfbladige rozen; B drie kepers.
Helmteken: een roos van het schild tussen een vlucht.
Schildhouders: twee hazewindhonden.
- Biografisch Portaal: 64093511
- Digitale Bibliotheek voor de Nederlandse Letteren: udin004
- International Standard Name Identifier: 0000 0003 8932 955X
- Nederlandse Thesaurus van Auteursnamen: 072800585
- Virtual International Authority File: 282689484
- WorldCat: E39PBJgH8fmhpqdJqWjv36qYT3